# Europees-mediterrane kampioenschappen boogschieten 2006 (indoor)
De Europees-mediterrane kampioenschappen indoorboogschieten 2006 waren door de European & Mediterranean Archery Union (EMAU) georganiseerde kampioenschappen voor boogschutters. De tiende editie van de Europese kampioenschappen vond plaats in het Spaanse Jaén van 13 tot 18 maart 2006. Mannen en vrouwen konden individueel en in teamverband meedoen, er werd geschoten met de recurveboog en met de compoundboog.

## Medaillewinnaars
| M/V                    | Onderdeel          | Goud             | Zilver            | Brons |
| Mannen                 |                    |                  |                   |       |
| Recurve - individueel  | Alessandro Rivolta | Markijan Ivasjko | Marco Galiazzo    |       |
| Recurve - team         | UKR                | ITA              | FRA               |       |
| Compound - individueel | Jean-Marc Beaud    | Dominique Genet  | Emiel Custers     |       |
| Compound - team        | DEN                | ITA              | FRA               |       |
| Vrouwen                |                    |                  |                   |       |
| Recurve - individueel  | Bérengère Schuh    | Naomi Folkard    | Almudena Gallardo |       |
| Recurve - team         | TUR                | UKR              | GER               |       |
| Compound - individueel | Camilla Soemod     | Valerie Fabre    | Amandine Bouillot |       |
| Compound - team        | RUS                | ITA              | ESP               |       |